# Iván Drach
Iván Fédorovich Drach (en ucraniano: Іван Фе́дорович Драч; Telízhintsi, 17 de octubre de 1936 - Kiev, 19 de junio de 2018) fue un poeta, guionista, crítico literario, político y activista político ucraniano. 
Drach jugó un papel importante en la fundación del Ruj, el Movimiento Popular de Ucrania, y dirigió la organización entre 1989 y 1992. 

## Biografía
Iván Drach nació el 17 de octubre de 1936 en Telízhintsi, óblast de Kiev, República Socialista Soviética de Ucrania.  Después de terminar la escuela secundaria, Iván Drach cumplió con el servicio militar, después de lo cual estudió en la Facultad de Lengua y Literatura de la Universidad de Kiev de 1959 a 1963. En esta época, Drach visitó el popular Klub tvorchoyi molodi (Club de Jóvenes Creativos) y participó en veladas literarias con lectura de poemas innovadores. Este camino creativo comenzó en el período del deshielo de Jruschov . Drach debutó en 1961 con la publicación de su poema-tragedia El cuchillo al sol en el periódico literario de Kiev. Trabajó en los periódicos "Ucrania Literaria" y "Patria", así como en el estudio cinematográfico O.P. Dovzhenko, para el que escribió la película Un manantial para los sedientos; filmada en 1965, la película no se estrenó hasta 1987 tras ser censurada por el gobierno soviético.  En 1976 ganó el Premio Estatal de la URSS por su obra La raíz y la corona . Tras el desastre de Chernóbil de 1986, Drach participó en un creciente movimiento de intelectuales disidentes ucranianos que exigían una mayor autonomía cultural para Ucrania y una conversación honesta en la Unión Soviética sobre las acciones del gobierno estalinista en Ucrania, en particular el Holodomor. 
Tras el inicio de la Perestroika, reanudó los contactos con los círculos disidentes. Junto con Viacheslav Chornovil, Mijailo Horyn y otros activistas ucranianos, en 1989 creó el Ruj o Movimiento Popular de Ucrania, la primera organización oficial ucraniana pro reforma. Drach fue el primer presidente del Ruj, desde el 8 de septiembre de 1989 hasta el 28 de febrero de 1992. Fue copresidente de la NRU con Chornovil y Horyn del 28 de febrero al 4 de diciembre de 1992. En la primavera de 1990, Iván Drach fue elegido miembro de la Rada Suprema por el distrito de Artemivsk (n.º 259) con el 66,38% de los votantes. Después de retirarse de su cargo en la NRU a finales de 1992, Iván Drach se retiró de la política en 1994. Promovió el uso del idioma ucraniano y, mientras era ministro de comunicaciones de Ucrania, propuso medidas de amplio alcance, entre ellas el establecimiento de cuotas para emisiones en idioma ucraniano y exenciones fiscales para el sector editorial ucraniano. 
En las elecciones a la Rada Suprema del 29 de marzo de 1998, el diputado Drach se presentó como candidato al Parlamento por el distrito electoral de Ternópil (nº 167) y obtuvo el 21,04 % de los votos, siendo esta su segunda vez elegido para el Parlamento. En las elecciones parlamentarias de marzo de 2002, Drach apareció en el partido Nuestra Ucrania en el número 31. De esta manera, se convirtió en diputado por tercera vez. Después de una larga disputa con la dirección del partido NRU, Drach en marzo de 2005 abandonó el partido y se unió al Partido Popular Ucraniano de Yuri Kostenko . En las elecciones parlamentarias del 26 de marzo de 2006, ocupó el puesto número 14 en la lista electoral del "Bloque Nacional Ucraniano de Kostenko y la Hiedra". Pero el bloque perdió las elecciones y Drach no fue elegido para el Parlamento. 
Desde agosto de 1992 hasta el 19 de mayo de 2000, dirigió el Consejo de Coordinación Mundial de Ucrania. Otros cargos incluyeron la presidencia del Congreso de la Intelectualidad Ucraniana y la dirección de la Unión de Escritores.  
Ivan Drach falleció el 19 de junio de 2018 en el Hospital Feofania de Kiev, tras una enfermedad no revelada.  Drach pidió ser enterrado junto a la tumba de su hijo Maksim en su Telízhintsi natal. 

## Arte
Comenzó su trayectoria creativa durante el deshielo de Jruschov. Hizo su debut en 1961, cuando la Gaceta Literaria de Kiev publicó su poema-tragedia "El cuchillo al sol" . Durante la era soviética, escribió ciclos enteros de poemas dedicados a Lenin y al Partido Comunista al que pertenecía. Sus obras fueron conocidas en la Unión Soviética y en el extranjero. Su poesía ha sido traducida al ruso (varias ediciones separadas), bielorruso, azerbaiyano, letón, moldavo, polaco, checo, alemán y otros idiomas. 

## Premios
- Héroe de Ucrania (19 de agosto de 2006). [11]
- Orden del Príncipe Yaroslav el Sabio, 3.ª clase (17 de octubre de 2011). [12]
- Orden del Príncipe Yaroslav el Sabio, 4ª clase (19 de agosto de 2001). [13]
- Orden del Príncipe Yaroslav el Sabio, 5ª clase (16 de octubre de 1996).
- Premio Antonovych (1991)
- Premio Estatal de la URSS (1976)

## Colecciones de poesía
- Soniashnyk' (El girasol, 1962)
- Protuberantsi sertsia' (Protuberancias del Corazón, 1965)
- Poeziï (Poemas, 1967)
- Balady budniv (Baladas cotidianas, 1967)
- Do dzherel (A las fuentes, 1972)
- Korin' i krona (La raíz y la corona, 1974)
- Kyïvs'ke nebo (El cielo de Kiev, 1976)
- Duma pro vchytelia (Duma sobre el Maestro, 1977)
- Soniashnyi feniks (El fénix solar, 1978)
- Sontse i slovo (El Sol y la palabra, 1979)
- Amerykans'kyi zoshyt (Cuaderno americano, 1980)
- Shablia i khustyna (El sable y el pañuelo, 1981)
- Dramatychni poemy (Poemas dramáticos, 1982)
- Kyïvs'kyi oberih (Un amuleto de Kiev, 1983)
- Telizhentsi (1985), Khram sontsia (Un templo del sol, 1988)
- Lyst do kalyny (Una carta a un árbol de viburnum, 1990)
- Vohon' iz popelu (Fuego desde las cenizas, 1995)[14]

## Guion de películas
- Propala Hramota